# Жаров, Александр Николаевич
Алекса́ндр Никола́евич Жа́ров (1946, Калинин, РСФСР — 23 февраля 2017, Тверь, Российская Федерация) — советский и российский спортсмен и и тренер по гребле на байдарках и каноэ, заслуженный тренер России.

## Биография
Серебряный призёр юношеского чемпионата Европы в Бухаресте (1965), двукратный победитель Спартакиады народов СССР (1967). Чемпион Европы 1973 года. Участник чемпионатов мира, многократный чемпион РСФСР. Мастер спорта СССР международного класса.
В 1973 г. окончил Калининский государственный педагогический институт им. М. И. Калинина по специальности «физическое воспитание»; квалификация — учитель физического воспитания средней школы.
С 1965 по 1998 г. — тренер-преподаватель по гребле специализированной детско-юношеской школы олимпийского резерва «Спартак» Комитета по физической культуре и спорту Администрации Тверской области.
С 1998 по 2017 г. — тренер по гребле на байдарках и каноэ государственного бюджетного учреждения Тверской области «Спортивная школа олимпийского резерва по видам гребли имени олимпийской чемпионки А. Серединой».
Подготовил 18 мастеров спорта, более 60 кандидатов в мастера спорта и спортсменов I разряда. Среди его воспитанников чемпионы Европы и мира, заслуженный мастер спорта России Игнат Ковалёв, мастера спорта России международного класса Виталий Балычев и Андрей Решетов.

## Награды и звания
- Заслуженный тренер России (2006)